# Luigi Bernabò Brea
Luigi Bernabò Brea, né à Gênes le 27 septembre 1910 et mort à Lipari le 4 février 1999, est un archéologue italien qui s'est fait connaître par ses recherches sur la période néolithique en Ligurie (fouilles des Arene Candide) et surtout par celles qu'il a menées pendant trente ans comme surintendant aux Antiquités de Sicile orientale, en Sicile et dans les îles Éoliennes.
Avec Madeleine Cavalier, une très proche collaboratrice qui est un temps son épouse, il est à l'origine de la fondation du musée archéologique éolien de Lipari.

## Biographie
Luigi Bernabò Brea fait d'abord des études de droit à l'université de Gênes, puis d'archéologie à l'université de Rome, où il est l'élève de Giulio Giglioli. Il est ensuite élève de la Scuola archeologica italiana di Atene de 1935 à 1937. Il participe à des fouilles sur l'île de Lemnos, notamment à Poliochni et il découvre le site du Kabirion.
De retour en Italie, il est d'abord inspecteur au musée archéologique national de Tarente en octobre 1938. En juin 1939, il est nommé à la tête de la surintendance aux Antiquités de Ligurie, qui vient d'être créée, et il est en même temps directeur du musée civique d'archéologie ligure de Gênes-Pegli. De cette période, on retiendra surtout ses fouilles dans la grotte des Arene Candide à Finale Ligure.
En 1941, il devient surintendant aux Antiquités de Sicile orientale, poste – basé à Syracuse – qu'il va conserver pendant 32 ans.
En 1951, la Scuola archeologica italiana di Atene lui confie la mission de reprendre les fouilles de Poliochni, dans l'île de Lemnos, établissement de l'âge du Bronze où il avait déjà travaillé une quinzaine d'années plus tôt. Dans une deuxième campagne, en 1956, il y découvre un trésor d'orfèvrerie, contemporain du fameux trésor de Priam.
Comme surintendant aux Antiquités, il a profondément marqué l'archéologie de la Sicile orientale. Parmi ses réalisations, on peut noter la création du parc archéologique de Néapolis, à Syracuse, la restauration du théâtre de Taormina, les fouilles et la restauration de la partie romaine de la cité de Tyndaris, à Patti, l'achèvement de la restauration de la villa romaine du Casale, à Piazza Armerina, les recherches sur Akrai et Longane, la collaboration avec les institutions étrangères, comme l'École française de Rome à Megara Hyblaea ou l'université de Princeton à Morgantina (commune d'Aidone).
Pour ses recherches personnelles, Luigi Bernabò Brea s'est intéressé principalement aux îles Éoliennes. Il a fondé en 1954 le musée de Lipari. Il y a travaillé en étroite collaboration avec une archéologue française installée à Lipari depuis 1951, Madeleine Cavalier, directeur de recherche au CNRS. Cette activité a donné naissance en 1960 à la série Meligunìs Lipára, où sont publiés les résultats des fouilles à Lipari et dans les autres îles.
En janvier 1973, il a pris sa retraite. À partir de ce moment son activité scientifique s'est concentrée sur les îles Éoliennes et le musée de Lipari.

## Publications principales
- (it) Gli scavi nella caverna delle Arene Candide (Finale Ligure). Parte I. Gli strati con ceramiche - vol. I (coll. « Miscellanea Monografie Preistoriche ed Archeologiche »), Genova-Sampierdarena, Istituto internazionale di Studi liguri, 1946, 364 p., LXVIII pl.
- (it) Le caverne del Finale, itinerari turistici, Bordighera, Istituto internazionale di Studi liguri, 1947, 35 p.
- (it) Gli scavi nella caverna delle Arene Candide (Finale Ligure). Parte I. Gli strati con ceramica. Vol. II. Campagna di scavo 1948-50 (coll. « Miscellanea Monografie Preistoriche ed Archeologiche »), Bordighera, Istituto internazionale di Studi liguri, 1956, 296 p., XLV pl.
- (it) « Civiltà preistoriche delle Isole Eolie e del territorio di Milazzo », Bullettino di paletnologia italiana, 65, 1956, p. 7-99.
- (it) (con G. Pugliese Caratelli e C. Laviosa), Akrai (coll. « Monografie archeologiche della Sicilia, I », Catania, Società di Storia Patria per la Sicilia Orientale, 1956, 187 p., XL pl.
- (en) Sicily before the Greeks (coll. « Ancient Peoples and Places »), Londres, Thames and Hudson, 1957, 258 p. ( = (it) La Sicilia prima dei Greci (coll. « Uomo e mito »), Milan, Saggiatore, 1958, 262 p.).
- (it) « Le Isole Eolie dal tardo antico ai Normanni », Biblioteca di Felix Ravenna, 5, 1988, p. 1-173.
- (it) (con Madeleine Cavalier), Isole Eolie. Vulcanologia e archeologia, Muggio, Oreste Ragusi ed., 1992, 192 p., fig.
- (it) « Le maschere ellenistiche della tragedia greca », Cahiers du Centre Jean Bérard, 19, 1998, p. 1-85, fig. 1-108.
- (it) (con Madeleine Cavalier), Terrecotte teatrali e buffonesche della Sicilia Orientale e Centrale, Palermo, Mario Grispo Editore, 2002, 204 p., 169 fig.

(it) Série Meligunìs Lipára (en collaboration avec Madeleine Cavalier, et, pour certains volumes, d'autres chercheurs) :
- I, 1960 La stazione preistorica della contrada Diana e la necropoli protostorica di Lipari, Palerme, Flaccovio, 172 p., 44 pl.
- II, 1965 La necropoli greca e romana nella contrada Diana, Palerme, Flaccovio, 380 p., 233 pl.
- III, 1968 Stazioni preistoriche delle Isole Eolie. Panarea, Salina, Stromboli, Palerme, Flaccovio, 279 p., 97 pl.
- IV, 1980 L'acropoli di Lipari nella preistoria, Palerme, Flaccovio, 3 vol. : texte, 875 p. ; planches : 322 pl. ; atlas.
- V, 1991 Scavi nella necropoli greca di Lipari, Rome, L'Erma di Bretschneider, 199 p., 187 pl.
- VI, 1991 Filicudi. Insediamento dell'età del Bronzo, Palerme, Accademia di Scienze, Lettere e Arti di Palermo, 352 p., 107 pl.
- VII, 1994 Lipari. Contrada Diana. Scavo XXXVI in proprietà Zagami (1975-1984), Palerme, Accademia di Scienze, Lettere e Arti di Palermo, 288 p., 155 pl.
- VIII, 1995 Parte I : Salina. Ricerche archeologiche (1989-1993) ; Parte II : Fonti per la storia dell'Arcipelago Eoliano in età greca, Palerme, Accademia di Scienze, Lettere e Arti di Palermo, I, 190 p., 34 pl. ; II, 129 p.
- IX, 1998 Topografia di Lipari in età greca e romana. Parte I : L'Acropoli. Parte II : La città bassa, Palerme, Publisicula, I, 265 p., 132 pl. ; II, 421 p., 104 pl.
- X, 2000 Scoperte e scavi archeologici nell'area urbana e suburbana di Lipari, Rome, Publisicula, 486 p., pl.
- XI, 2001 Gli scavi nella necropoli greca e romana di Lipari nell'area del terreno vescovile, Palerme, Publisicula, 2 vol., 870 p., 336 pl.
- XII, 2003 Le iscrizioni lapidarie greche e latine delle isole Eolie, Palerme, Mario Grispo, 575 p., 209 pl.

## Hommages
- Le Musée archéologique éolien de Lipari, qu'il a fondé en 1954, porte aujourd'hui son nom.